# 김영남 (다이빙 선수)
김영남(1996년 1월 29일~)은 대한민국의 다이빙 선수이다. 2020년 하계 올림픽에 참가했으며 아시안 게임에서 은메달 3개, 동메달 1개를 획득했다.
동생인 김영택도 다이빙 선수이다.